# Carlos Sheinbaum Yoselevitz
Pour les articles homonymes, voir Sheinbaum.
Carlos Sheinbaum Yoselevitz est un ingénieur chimiste mexicain.

## Biographie
Carlos Sheinbaum Yoselevitz est né en 1933 à Guadalajara, au Mexique. Son père, un juif ashkénaze de Lituanie, émigre au Mexique dans les années 1920. Son père se consacre au commerce de la bijouterie et est membre du Parti communiste mexicain,. Sheinbaum Yoselevitz a étudié le génie chimique à l'École nationale des sciences chimiques de l'université nationale autonome du Mexique ainsi qu'à l'université de Guadalajara. Il épouse la biologiste Annie Pardo Cemo, avec qui il a trois enfants : Julio, Claudia et Adriana. Le couple participa au mouvement étudiant de 1968.
Sheinbaum Yoselevitz fonde, avec deux autres ingénieurs, la société « Sintacrom de México, S.A. » de C.V.", la première entreprise du pays à produire du sulfate de chrome(II), l'une des substances de base du processus de tannage du cuir. Plus tard, l’entreprise étend son activité à la fabrication d’autres produits chimiques. Sheinbaum Yoselevitz est directeur technique commercial de l'entreprise pendant trente ans. Son travail est fondamental pour le développement de l’industrie du tannage au Mexique. À plusieurs reprises, il est président de la Fédération mexicaine des chimistes et techniciens du cuir. Il favorise la création de la Réunion technique nationale des tanneries.